# Centrum Edukacyjne Instytutu Pamięci Narodowej Przystanek Historia im. Janusza Kurtyki

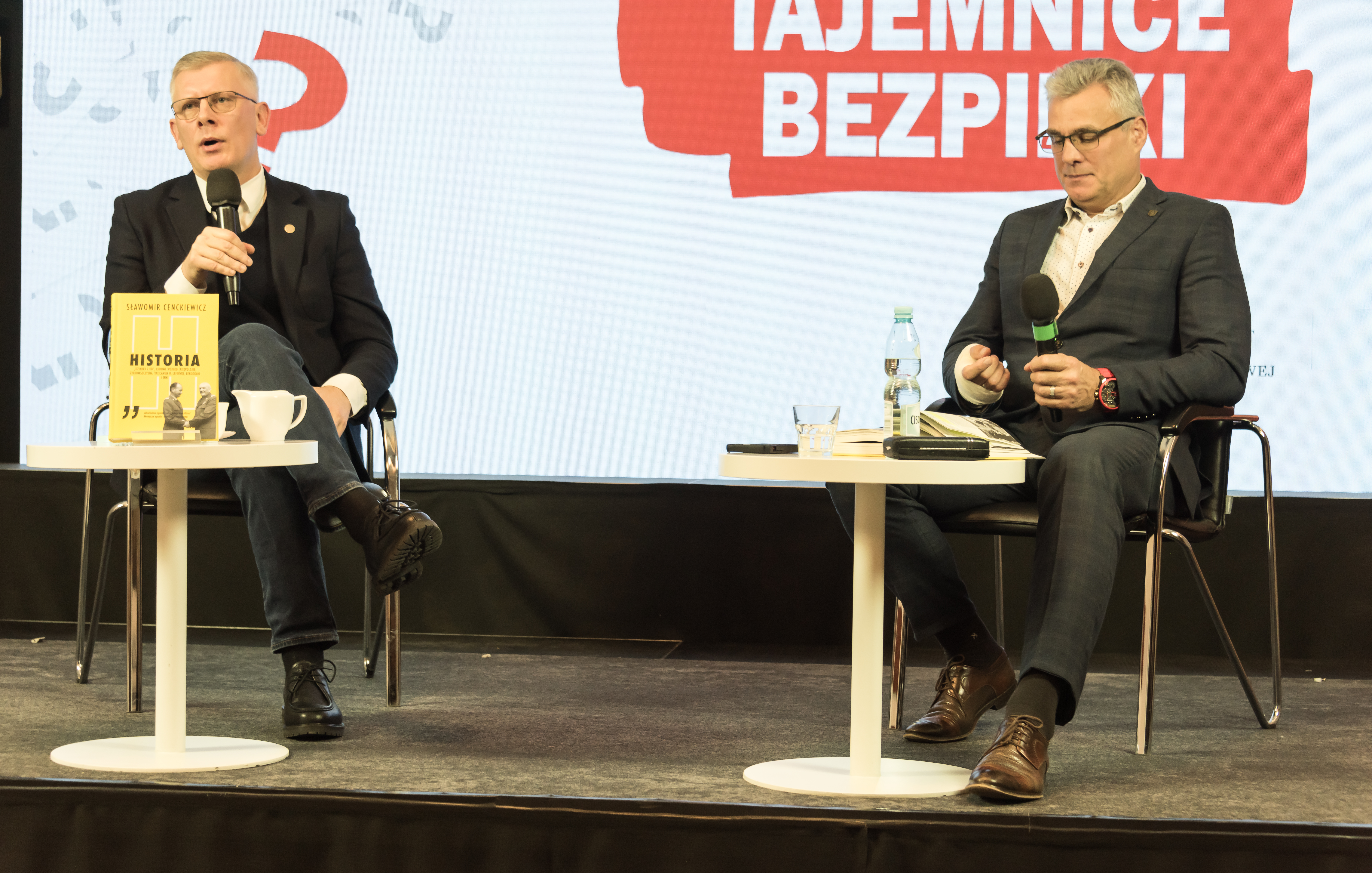
Sławomir Cenckiewicz i Piotr Woyciechowski podczas jednego ze spotkań w Centrum Edukacyjnym IPN (2023)

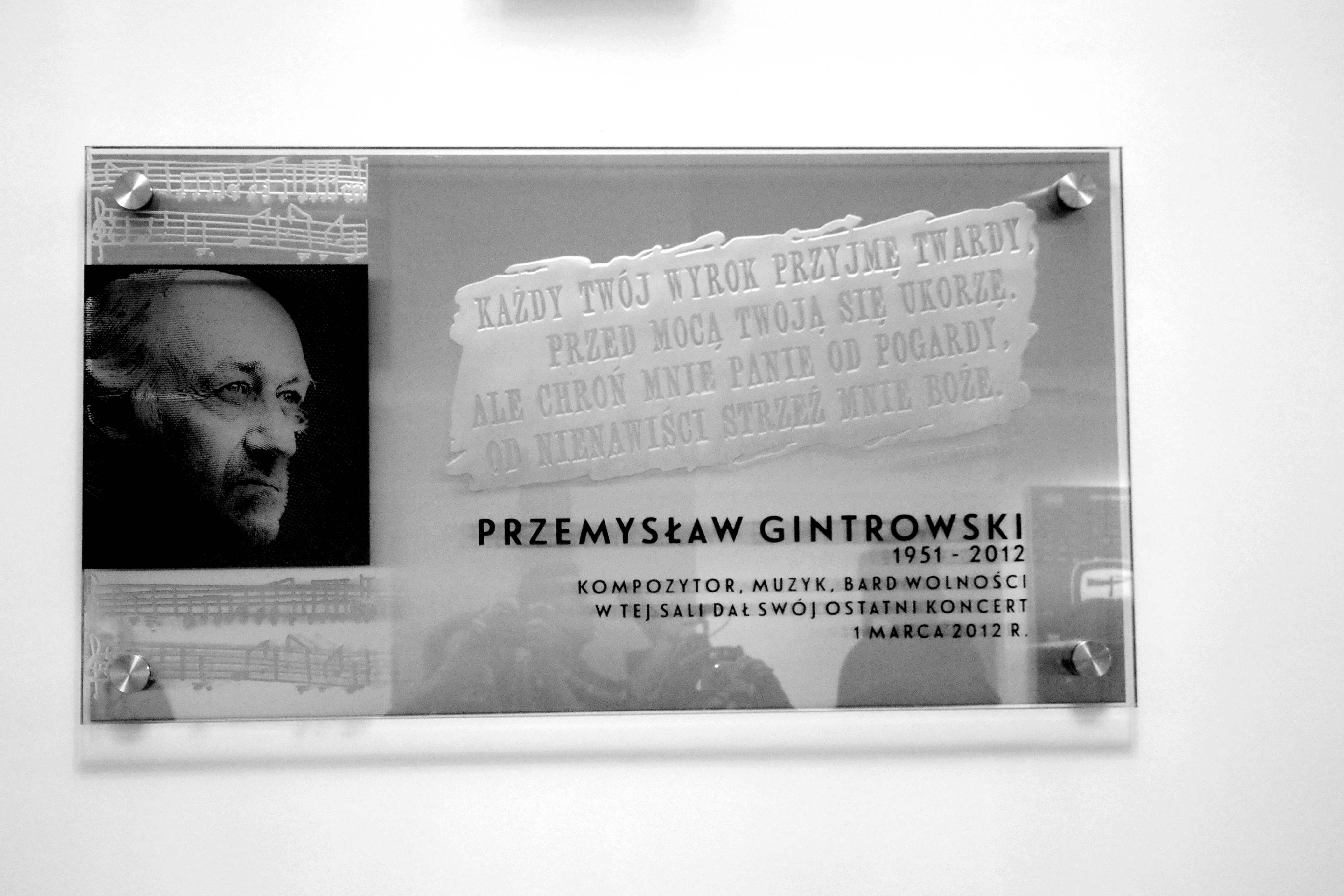
Tablica upamiętniająca Przemysława Gintrowskiego w sali wykładowej

Centrum Edukacyjne Instytutu Pamięci Narodowej Przystanek Historia im. Janusza Kurtyki – ośrodek kulturalno-edykacyjny zajmujący się popularyzacją historii najnowszej oraz działalności Instytutu Pamięci Narodowej. Posiada odpowiedniki na terenie Polski oraz za granicą. 

## Historia
W 2007 roku została zainaugurowana działalność Centrum Wystawienniczo-Konferencyjnego Instytutu Pamięci Narodowej mieszczącego się w Warszawie przy ul. Marszałkowskiej 21/25. Początkowo było to miejsce prowadzenia działalności promocyjnej, edukacyjnej i wystawienniczej Biura Edukacji Publicznej IPN. Organizowane były tam promocje książek historycznych, dyskusje panelowe, konferencje naukowe i popularnonaukowe, wernisaże i prezentacje wystaw, pokazy multimedialne, spotkania z młodzieżą, kombatantami i świadkami historii. W 2009 roku zaczęto używać nazwy „Przystanek Historia”. W kolejnych latach następowało poszerzenie działalności Centrum i konieczne stało się uruchomienie jego podstrony na głównym portalu IPN, gdzie prezentowano imprezy organizowane na Przystanku Historia. W związku z planowanym rozszerzeniem działalności podjęto działania zmierzające do rozszerzenia tej podstrony do postaci samodzielnego portalu. W lutym 2010 roku, w ramach Centrum Edukacyjnego, rozpoczął działalność „Klub gracza”, w którym raz w miesiącu była prezentowana nowa gra planszowa opowiadająca o najnowszej historii Polski.
Od 2010 roku koordynacja działań Centrum została powierzona Sekretariatowi Prezesa IPN, także w ramach tej komórki działał rzecznik prasowy IPN. W sierpniu 2010 roku, na wniosek Kolegium IPN, p.o. prezesa dr Franciszek Gryciuk upamiętnił tragicznie zmarłego w katastrofie smoleńskiej Janusza Kurtykę poprzez nadanie Centrum Edukacyjnemu IPN Przystanek Historia jego imienia. 
W sierpniu 2011 roku Centrum stało się samodzielnym wydziałem w ramach Biura Edukacji Publicznej. W posiadanych pomieszczeniach zorganizowano miejsca na prezentację przygotowanych wystaw, na czytelnię akt ze stanowiskami komputerowymi (w 2014 roku przeniesiona do siedziby oddziału warszawskiego IPN) oraz salonik prasowy otwarty dla czytelników. Zlokalizowana tu również została księgarnia z publikacjami Instytutu. W przygotowanych do tego celu salach prowadzone są zajęcia edukacyjne z dziećmi i młodzieżą. Centrum nawiązało współpracę z licznymi szkołami oraz instytucjami, tj. Klub Historyczny im. gen. Stefana Roweckiego „Grota”, Telewizja Polska, Centrum Edukacji Obywatelskiej, Kuratorium Mazowieckie, Warszawskie Centrum Innowacji Edukacyjno-Społecznych i Szkoleń, Urząd Miasta Stołecznego Warszawy i Polskie Towarzystwo Ziemiańskie. Centrum Edukacyjne IPN bierze udział w corocznych edycjach „Nocy Muzeów”.
Od 2012 roku rozpoczęto tworzenie w oddziałach IPN w Polsce lokalnych ośrodków edukacyjnych wzorowanych na Centrum Edukacyjnym w Warszawie, pierwszy taki ośrodek powstał w Białymstoku. Centrum stało się też siedzibą Biblioteki IPN, która posiada i udostępnia czytelnikom komplet wydawnictw własnych Instytutu, zarówno tych wydanych w centrali, jak i w poszczególnych oddziałowych seriach wydawniczych. Katalog Biblioteki został udostępniony w 2015 roku w internecie dla wszystkich zainteresowanych korzystaniem z zasobu. Został umieszczony także na portalu E-BIB, prowadzonym przez Stowarzyszenie Bibliotekarzy Polskich oraz na stronach Biblioteki Uniwersytetu Warszawskiego i Biblioteki Wydziału Historii Uniwersytetu Warszawskiego. Również w tym samym roku Księgarnia IPN została przeniesiona do nowego pomieszczenia, dostosowanego do potrzeb tego typu działalności. Aby ułatwić kontakt z klientami Księgarnia uruchomiła swój profil na portalu Facebook.  
W 2015 roku rozpoczęto tworzenie ogólnopolskiej sieci „Przystanków Historia”. Celem tego działania było utworzenie miejsc, w których cyklicznie będą odbywać się przedsięwzięcia IPN oraz będzie możliwość zapoznania się odbiorców z ofertą wydawniczą IPN. Z tego powodu przyjęto jednolity schemat nazwy, który zawiera nazwę miasta: np. Centrum Edukacyjne IPN „Przystanek Historia” Koszalin. W 2015 roku powstało kilkadziesiąt „Przystanków Historia” w Polsce oraz jeden zagraniczny w Wilnie.
W 2016 roku, po wejściu w życie 16 czerwca 2016 r. nowej ustawy o Instytucie Pamięci Narodowej, reorganizacji uległa struktura Instytutu. Centrum Edukacyjne stało się częścią nowo utworzonego Biura Edukacji Narodowej. Biblioteka została podporządkowana Biuru Badań Historycznych, ale nadal korzysta z pomieszczeń Centrum. W 2016 roku do istniejących pozawarszawskich Centrów Edukacyjnych IPN dołączyły cztery kolejne (Włocławek, Kielce, Bielsk Podlaski oraz Elbląg). W 2017 roku działało 27 Przystanków Historia, uruchomiono również kolejne zagraniczne zlokalizowane w Grodnie, Łucku, Brukseli i w Nowym Jorku. W zagranicznych Przystankach rozpoczęto  działania Programu Polonijnego BEN IPN. W ramach cyklicznych wizyt pracowników IPN odbywają się tam wykłady, prezentacje wystaw i publikacji IPN, działania edukacyjne skierowane zarówno do uczniów jak i nauczycieli. W 2018 roku uruchomiono kolejne zagraniczne przystanki w Chicago, na Zaolziu, Londynie, Mińsku, Żytomierzu oraz we Lwowie. W 2018 roku w Oddziałowym Biurze Edukacji Narodowej w Krakowie uruchomiono mobilne punkty edukacyjne „Przystanku Historia”, na których prezentowano gry edukacyjne, wydawnictwa oraz prowadzono warsztaty. Krajowe centra edukacyjne IPN Przystanek Historia skupiają się na prezentowaniu historia regionu, prowadzą również własne projekty edukacyjne (np. Przystanek w Poznaniu uruchomił swój własny swój projekt radiowy pt. „Przystanek Historia w Radiu Poznań”). W 2019 roku utworzono kolejny, dziesiąty zagraniczny Przystanek Historia w Dyneburgu na Łotwie.
W 2020 roku, z uwagi na epidemię wirusa SARS-CoV-2 i związane z nią obostrzenia, zmienił się charakter pracy Centrum Edukacyjnego. Uruchomiono program Przystanek Historia Online, dzięki któremu działalność edukacyjna została przeniesiona do przestrzeni internetowej. W sieci publikowano nagrania z premierowych dyskusji, promocji książek czy dyskusji rocznicowych. Zaproszeni
goście mogli uczestniczyć w dyskusjach za pomocą komunikatora internetowego. Odbywające się spotkania były również transmitowane na żywo w mediach społecznościowych IPN. Również wszystkie warsztaty, lekcje, edycje zagranicznych Przystanków Historia, konferencje, wykłady dla Polonii i zagranicznych odbiorców odbywały się online.

## Działalność
Centrum prowadzi następujące typy działań:
- skierowane do nauczycieli:
  - kursy i seminaria,
  - cykle spotkań w formie klubu dyskusyjnego,
  - konferencje informacyjne dla nauczycieli historii i wiedzy o społeczeństwie,
- skierowane do uczniów:
  - zajęcia edukacyjne,
  - warsztaty dla młodzieży,
- programy i staże dla studentów,
- imprezy otwarte dla wszystkich zainteresowanych historią najnowszą,
- przedsięwzięcia rocznicowe i konferencje popularnonaukowe,
- promocje i dyskusje nad książkami o tematyce historycznej,
- kiermasze wydawnictw,
- wystawy i ekspozycje,
- imprezy o charakterze artystycznym:
  - pokazy filmów,
  - koncerty,
  - spektakle,
- zajęcia z historii najnowszej dla studentów zagranicznych,
- gry miejskie i spacery edukacyjne po Warszawie.